# Rim (Burkina Faso)
Pour les articles homonymes, voir Rim.
Rim est une localité située dans le département de Koumbri de la province du Yatenga dans la région Nord au Burkina Faso.

## Histoire
Des fouilles archéologiques ont montré que Rim a été occupé dès la protohistoire – les sites Rim I et II où ont été découverts des objets lithiques sont datés respectivement de 3000 av. J.-C. et de 1700 av. J.-C. à 900 av. J.-C. –, puis est devenu un site ancien (Rim IIIa et b) de metallurgie du fer du VIe au Xe siècle avec la présence de mines et de puits d'extraction du minerai, qui sont à mettre en relation avec les sites burkinabè de métallurgie ancienne du fer inscrits au Patrimoine mondial de l'Unesco en 2019.

## Santé et éducation
Le centre de soins le plus proche de Rim – qui accueille toutefois un dispensaire isolé – est le centre de santé et de promotion sociale (CSPS) de Koumbri tandis que le centre hospitalier régional (CHR) se trouve à Ouahigouya.
Rim possède deux écoles primaires publiques (A et B), qui ont été construites en dur avec l'aide de l'ONG espagnole Bibir.